# Mats Gren
Mats Gren (Falun, 1963. december 20. –) svéd válogatott labdarúgó, edző.

## Pályafutása

### Klubcsapatban
Pályafutását a Falu BS csapatában kezdte 1980-ban. 1984-ben az IFK Göteborghoz igazolt. 1985-ben a Grasshoppershez távozott. 1985-től egészen 2000-ig erősítette a svájci csapatot és ezalatt öt alkalommal lett svájci bajnok és négy alkalommal kupagyőztes.

### A válogatottban
1984 és 1992 között 22 alkalommal szerepelt a svéd válogatottban. Részt vett az 1990-es világbajnokságon.

### Edzőként
Egy hároméves szerződést aláírva 2009-ben a dán Vejle Boldklub első osztályú csapatához. Első szezonjában azonban búcsúzni kényszerültek az élvonaltól és a következő évben a másodosztálytól is, így a 2011 áprilisában megvált tőle egyesülete.
Hazatérve a Jönköpinghez igazolt, a másodosztály középmezőnyénél nem jutottak feljebb és 2014-ben elfogadta az IFK Göteborg által felajánlott sportigazgatói széket. Három szezonja alatt a kék-fehérek eredményei nem javultak és 2018-ban felbontották szerződését.
A 2020-as szezonban a női Kopparbergs/Göteborg FC együttesét első bajnoki címéhez vezette, azonban a 2021-es tulajdonosváltás után nem hosszabbították meg szerződését.

## Sikerei, díjai

### Játékosként
Göteborg
- Svéd bajnok (1): 1984

Grasshoppers
- Svájci bajnok (5): 1989–90, 1990–91, 1994–95, 1995–96, 1997–98
- Svájci kupa (1): 1987–88, 1988–89, 1989–90, 1993–94
- Svájci szuperkupa (1): 1989

### Edzőként
Vaduz
- Liechtensteini kupa (1): 2005–06